# Lagoa da Prata (Azoren)
Lagoa da Prata (portugiesisch ‚Silbersee‘) ist ein See in Portugal auf der Azoren-Insel São Miguel im Kreis Ponta Delgada. Der See liegt auf etwa 540 m Höhe über dem Meeresspiegel und ist zirka 0,4 ha groß.